# 恋物艺术

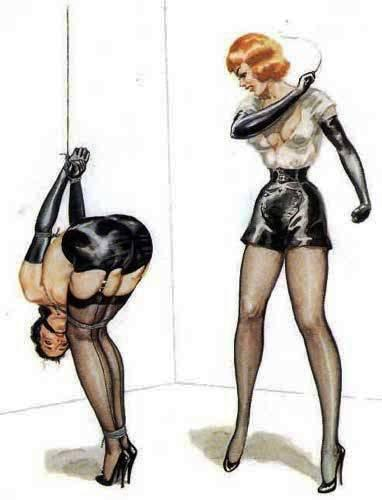
约翰·威利的插图展示了两个女人之间的施虐受虐场景

恋物艺术是描绘处于恋物癖情境中的人的艺术，例如S&M、支配/服从、束缚、易装癖等，有时会结合使用。它可能只是描绘了一个穿着恋物癖服装的人，其中可能包括内衣、长筒袜、高跟鞋、紧身胸衣或靴子。一个常见的恋物癖主题是一个女人打扮成一个施虐者。

## 历史
许多1940年代、50年代和60年代的“经典”恋物癖艺术家，例如埃里克·斯坦顿和吉恩·比尔布鲁 ，在欧文·克劳的电影明星新闻公司（后来的 Nutrix）开始了他们的职业生涯，为情节性的图解束缚故事创作图画。
1946年，恋物癖艺术家约翰·库茨（又名约翰·威利）创立了《怪诞》杂志。《怪诞》首次在加拿大出版，然后在美国印刷，并成为许多新的恋物癖杂志的灵感来源。1957年，英国工程师约翰·苏特克里夫创办了《原子图》杂志，刊登了他制作的橡胶衣的图片。苏特克里夫的作品激发了戴安娜·瑞格在《复仇者》中穿着皮革紧身连衣裤的角色，该电视剧集“为恋物癖-SM的形象打开了闸门”。
在20世纪70年代和80年代，像罗伯特·毕晓普这样的恋物癖艺术家被广泛地刊登在捆绑杂志上。近年来，每年的SIGNY奖都会颁发给被评为当年最佳的捆绑艺术家。
许多在主流漫画行业工作的艺术家都在他们的作品中加入了恋物癖的形象，通常作为一种震慑手段或表示邪恶或腐败。对穿着紧身恋物装的美女的描写，对主要是青少年男性漫画购买者的漫画销售的推动作用，也可能是一个因素。在1950年代，以束缚或恋物癖为主题的美国漫画开始出现。大约在同一时间，恋物癖艺术家影响了乔治·佩蒂、阿尔伯托·巴尔加斯等人的漫画，这些漫画出现在《花花公子》和《时尚先生》等杂志上。漫画中恋物癖形象的一个例子是穿着紧身连衣裤、挥舞着鞭子的猫女，她被称为“恋物癖艺术的偶像”。
许多S&M、皮革和恋物癖艺术家制作了描绘尿液恋物癖（“水上运动”）的图像，包括多米诺、 芬兰汤姆、马特和比尔·施迈林（“匈奴”）。
当然，恋物艺术并不局限于漫画和插图，还延伸到其他视觉艺术，如摄影、绘画、雕塑和电影。艾伦·琼斯等主流美术家在他们的作品中加入了强烈的恋物癖元素。一位艺术家的色情作品超越了主流收藏家，在空山基的春宫图和日式捆绑风格的作品中被发现。塔森出版社的书籍中包括了艺术家空山基，他的同行艺术家称他为诺曼·洛克威尔和萨尔瓦多·达利的混合体，或富有想象力的现代巴尔加斯。空山基的机器人多样化插画作品被纽约市现代艺术博物馆(MoMA)和史密森尼学会永久收藏，而恋物癖艺术作品则被迈阿密世界情色艺术博物馆私家收藏。
罗伯特·巴尔达齐尼和迈克尔·曼宁等当代恋物癖艺术家的作品由NBM出版社和塔森等公司出版。